# Jean-Michel Gentil
Pour les articles homonymes, voir Gentil.
Jean-Michel Gentil est un magistrat français né en 1960 à Saumur. Il est actuellement chef de l'inspection générale de la gendarmerie nationale.

## Biographie
Jean-Michel Gentil fait ses études à Sciences Po Bordeaux puis il est auditeur à l'École nationale de la magistrature dont il sort classé 42e sur 243 . Jean-Michel Gentil décide alors d'orienter sa carrière vers l'instruction. À Nanterre, dans les années 1990, Jean-Michel Gentil se fait une réputation dans le monde judiciaire en démantelant des réseaux parisiens de proxénétisme dans lesquels des policiers étaient compromis. En 2001, en Corse, il met en examen l’avocat Antoine Sollacaro pour violation du secret de l’instruction, un ténor du barreau défenseur d'Yvan Colonna. Il sort de l’ombre à l'occasion de son opposition à la réforme Guigou de la justice en 1998 et hérite, à partir de 2005, de dossiers médiatiques (les affaires Terrasson, Baylet et Bettencourt). Il est réputé dans le monde judiciaire pour son intransigeance, sa discrétion, et se définit lui-même comme apolitique bien qu'il soit classé à droite par certains de ses collègues magistrats,.
Dans le téléfilm La Dernière Campagne, Jacques Chirac prédit à Nicolas Sarkozy qu'il sera attaqué par le juge Gentil, et l'appelle « le mal nommé ».

### Affaire Woerth-Bettencourt
Dans le cadre de l'instruction menée avec Cécile Ramonatxo et Valérie Noël, les deux autres juges de l'affaire Woerth-Bettencourt, il met en examen l’ancien président de la République Nicolas Sarkozy le 21 mars 2013, pour abus de faiblesse au préjudice de Liliane Bettencourt.
Le 30 mai 2013, Le Parisien révèle le lien de proximité entre Jean-Michel Gentil et l'un des experts ayant examiné Liliane Bettencourt. Cet état de fait – l'expert étant le témoin du juge au mariage de ce dernier – ne faisant pas partie des cas de récusation d'un juge ou d'un expert, est perçu par certains comme un potentiel élément de fragilisation de son enquête et par d'autres comme une tentative de déstabilisation,. La cour d'appel de Bordeaux a considéré le 24 septembre 2013 que la proximité de Jean-Michel Gentil avec l'experte n'avait pas d'incidence sur la validité de cette expertise.
Le 7 octobre 2013, il délivre un non-lieu à l'encontre de Nicolas Sarkozy dans son ordonnance de renvoi.

### Suite de la carrière
- 2014 : Premier vice-président chargé de l'instruction au tribunal de grande instance de Lille[14],
- 2017 : Premier vice-président chargé de l'instruction au tribunal de grande instance de Paris[15],
- 2022 : adjoint au chef de l'inspection générale de la gendarmerie nationale[16],[17],
- 2023 : chef de l'inspection générale de la gendarmerie nationale[18].